# یوشیهیرو نیشیدا
یوشیهیرو نیشیدا (ژاپنی: 西田 吉洋؛ زادهٔ ۳۰ ژانویهٔ ۱۹۷۳) یک بازیکن فوتبال اهل ژاپن است.
از باشگاه‌هایی که در آن بازی کرده‌است می‌توان به باشگاه فوتبال سانفریس هیروشیما، باشگاه فوتبال کیوتو سانگا، باشگاه فوتبال آویسپا فوکوئوکا، باشگاه فوتبال توکیو وردی و باشگاه فوتبال هوکایدو کونسادول ساپورو اشاره کرد.